# Arzénásványok listája
Ez a lista az arzén legfontosabb ásványainak ábécérendbe rakott listája.
- adamin Zn2AsO4OH
- algodonit Cu6As
- allemontit (stibarzén) SbAs
- annabergit Ni3(AsO4)•8H2O
- arzenolit As2O3
- arzenopirit FeAsS
- auripigment As2S3
- claudetit As2O3
- cornwallit Cu5(AsO4)2(OH)4•H2O
- domeykit Cu3As
- enargit Cu3AsS4
- eritrin Co(AsO4)2•8H2O
- eukroit Cu2(AsO4)OH•3H2O
- farmakolit
- farmakosziderit
- fermorit
- freibergit
- germanit
- gersdorffit
- glaukodot
- hörnesit
- jordanit
- klinoklász
- kloantit
- kobaltin
- konikalkit (higginsit)
- lautit
- lirokonit
- lorandit
- löllingit
- luzonit
- maucherit
- mimetezit
- nikkelin NiAs
- olivenit
- paraszimplezit
- pearceit
- proustit
- rammelsbergit
- realgár As4S4
- roselit
- safflorit
- seligmanit
- skorodit
- skutterudit
- smaltin
- sperrylit
- stibarzén
- svabit
- szimplezit
- tennantit
- termésarzén
- tilasit
- triolit
- vrbait
- zeunerit